# Tapul
Tapul (Bayan ng Tapul) är en kommun i Filippinerna. Kommunen ligger på ön Suluöarna, och tillhör provinsen Sulu. Folkmängden uppgår till 14 881 invånare.
Tapul är delat i 15 barangayer.